# 呪いの黒猫
『呪いの黒猫』（のろいのくろねこ、原題：Bad Luck Blackie, 公開：1949年1月22日）は、アメリカ合衆国の映画会社メトロ・ゴールドウィン・メイヤー (MGM) に所属していたアニメーターのテックス・アヴェリーによる作品のひとつ。

## スタッフ
- 監督 - テックス・アヴェリー
- 制作総括 - フレッド・クインビー
- アニメーション制作 - ウォルター・クリントン、グラント・シモンズ、プレストン・ブレア、ルーイ・シュミット
- 脚本 - リッチ・ホーガン
- 音楽 - スコット・ブラッドリー

## 内容
陰険で狡猾なブルドッグからひどいいじめを受け続け、逃げ出した子猫が「黒猫が前を横切ると不吉が起きるんだ」と話す黒猫から名刺と笛を渡される。不思議な魔力を持つ黒猫は「力になるぞ」と子猫に約束する。果たして笛を鳴らすとブルドッグの前をどこからともなく黒猫が横切り、消火栓や植木鉢などが落ちてきて、ブルドッグはこっぴどくやられてしまう。だが狡猾なブルドッグは子猫を驚かせて笛を奪うが、ブルドッグが笛を鳴らしてもやられるのやはり彼であった。そこでブルドッグは白のペンキを黒猫にかけ、彼から魔力を奪ってしまう。白くなってしまった黒猫はブルドッグにあえなくつかまってしまい、ブルドッグは効かなくなった笛を鳴らして挑発する。これを見た子猫が黒のペンキに飛び込み、黒猫になってその前を横切る。すると危機一髪のところで空から錘が落ちてきてブルドッグに命中、その弾みで笛を飲み込んだブルドッグはしゃっくりが止まらなくなり、その度に笛が鳴り、空から飛行機や船が降ってくる散々な目になり逃げ去ってしまう。これを見た黒猫と子猫は友情の握手を固く交わしていた。
「黒猫が前を横切ると不吉が起きるんだ」の不吉は、何もないところから物が落ちてくることで、順番から植木鉢（2回）、大箱、ピアノ（2回）、爆弾（漫画タイプ）、キャッシュレジスター、ブルドッグがお守りに使用した蹄鉄（4個）と馬、消火栓、ブルドッグが黒猫に仕掛けた紐で釣られた金庫、レンガ、金床、洗面用の流し台、ユニットバス、ロードローラー、爆撃機、バス、戦艦。

## 登場するキャラクター
黒猫
前を横切ると不吉が起きるという不思議な魔力を持ち、ひどいいじめを受けて逃げ出した子猫を助けるいわゆる「正義の味方」。ペンキで白く塗られると魔力が効かなくなってしまう。
子猫
白色の猫。ブルドッグによる虐待とも言えるいじめを受け、逃げ出したところで黒猫に救われる。最後はブルドッグにつかまった黒猫を助けて恩を返し、元黒猫から帽子も贈られて後継者になったようである。
ブルドッグ
ドルーピー作品に登場するスパイクとは違うタイプの犬。粗暴なやられ役であるが、お馬鹿なキャラクターであるスパイクとは異なり、陰険で狡猾である。

## 備考
- 本作品の冒頭のシーンは『トムとジェリー』のデビュー作『上には上がある』の冒頭のシーンに非常に酷似している。
- 終盤の、大量に物が降って来てブルドッグが逃げ惑うシーンは、酷似するシーンが『トムとジェリー魔法の指輪』に作られている。

## 日本でのTV放映
TBS版の『トムとジェリー』の短編に挟まれて放映されていた。